# Tôlanaro
Tôlanaro es una ciudad o comuna urbana situada en el sureste de Madagascar. 
Tôlanaro es la capital de la región de Anosy y de la provincia de Toliara. 
Durante mucho tiempo solo hubo un puerto de importancia local y ninguna conexión vial al resto del país.
Desde que comenzó el auge minero en los alrededores de Tôlanaro, la ciudad ha crecido rápidamente a través de la llegada de mineros extranjeros. Además, la prostitución se ha expandido desde la llegada de estos trabajadores. Los funcionarios de la salud temen que el SIDA, casi desconocido hasta hoy día en Madagascar, se propague en la isla a través de Tôlanaro. [cita requerida]

## Historia

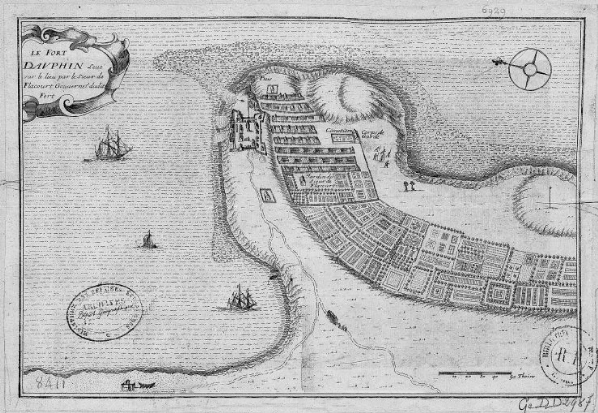
Plano del fuerte desde 1650.

La bahía de Tolanaro fue encontrada por un capitán portugués en 1500. Fort Dauphin fue fundada en un pueblo de Antanosy, Taolankarana, en 1643 por la Compañía Francesa de las Indias Orientales que construyó un fuerte allí nombrado en honor del príncipe heredero, al futuro Luis XIV de Francia. Fue resuelto por unos cien colonos, que se vieron involucrados en la política local. Los malos resultados comerciales (se obtuvo algo de ébano y poco más) apenas justificaron las dificultades de los colonos, que padecían enfermedades tropicales y otros problemas. Después de un conflicto con la gente de Antanosy, los supervivientes fueron evacuados en 1674.
Un gobernador de esta colonia, Étienne de Flacourt, publicó la Historia de la Gran Isla de Madagascar y sus Relaciones, que fue la principal fuente de información sobre la isla para los europeos hasta finales del siglo XIX.
Después de la Segunda Guerra Mundial y hasta que Didier Ratsiraka asumió la presidencia en 1975, Fort Dauphin tenía una próspera comunidad de comerciantes malgaches, franceses, chinos y pakistaníes con caminos adecuados que conectaban la ciudad con Toliara al oeste y Fianarantsoa al oeste y luego al norte. El puerto proporcionó un medio para exportar ganado a Mauricio e importar diversos productos desde Francia y otros lugares. Durante el tiempo que Philibert Tsiranana fue presidente de Madagascar, disfrutó de volar hasta Fort Dauphin para quedarse en una villa sobre la playa de Libanona.
En 1975, las empresas francesas se nacionalizaron, los activos de los ciudadanos franceses se congelaron y varios fueron encarcelados brevemente.

Fort Dauphin fue la sede de los misioneros luteranos estadounidenses de la Iglesia luterana estadounidense que trabajó en el sur de Madagascar (ver Iglesia luterana malgache) a partir de 1888 durante casi 100 años. Estaban comprometidos con el desarrollo comunitario, la educación, el evangelismo y el trabajo médico, y también operaban lo que se conocía como la "Escuela Americana" y el "Hogar de Niños Misioneros" (MCH). La escuela ahora es Maternelle y el MCH es el Hotel Mahavoky. En 1959, unas 25 familias misioneras luteranas estadounidenses y bastantes misioneros solteros vivían en más de 20 ciudades en un área que se extendía aproximadamente desde Fort Dauphin noreste a Manantenina, oeste a Ranomafana, noroeste a Tsivory, norte a Betroka suroeste a Betioky y suroeste a San Agustín. Cuando la cantidad de estudiantes que buscaban una educación en los Estados Unidos en Madagascar en la isla disminuyó rápidamente a fines de la década de 1970, la escuela se movió brevemente para operar junto a una escuela NMS en Antsirabe a mediados de la década de 1980 hasta que finalmente los pocos estudiantes restantes comenzaron a asistir a la Escuela Americana. en Antananarivo en la década de 1990.[cita requerida] Familias misioneras estadounidenses y otras familias de habla inglesa en Madagascar (incluidos niños de otras organizaciones misioneras, la NASA y empleados de la Embajada de los Estados Unidos que viven en Antananarivo) y durante un tiempo, incluso África Oriental, enviaron su Niños a este internado. Si bien la mayoría de los estudiantes eran de los Estados Unidos, También había estudiantes malgaches, canadienses y noruegos que asistían a esta escuela, que desde la década de 1960 hasta finales de la década de 1970 tenía un promedio de 50 a 60 estudiantes por año en los grados 1-12. Entre los alumnos notables se incluyen el Dr. Carl Braaten, un destacado teólogo luterano y cofundador del Centro para la Teología Católica y Evangélica y la revista teológica Pro Ecclesia, Arndt Braaten, pastor y profesor del Luther College, David Brancaccio del programa PBS NOW, El Dr. Peter Dyrud, cardiólogo de Minneapolis, el Dr. Pier Larson, profesor de Historia Africana, Johns Hopkins y el Dr. Stan Quanbeck, médico misionero en Madagascar durante 40 años.
Los misioneros luteranos también intercambiaron tierras por encima del puerto original de Fort Dauphin por lo que entonces era una duna de arena, que se convirtió en Libanona, donde las cabañas en la cima de la colina se construyeron como un lugar para R&R y para vivir mientras visitaban a sus hijos en la escuela. También hay una sección del cementerio de la ciudad donde están enterrados unos cuantos misioneros luteranos estadounidenses y varios otros.

## También conocido como
- Tolagnaro
- Taolanaro
- Fort-Dauphin
- Tôlagnaro
- Faradofay
- Tôla